# Tragicorum Graecorum Fragmenta
Les Tragicorum Graecorum Fragmenta (titre couramment abrégé en TrGF) sont une collection de fragments d'œuvres de poètes tragiques grecs antiques. La première édition a été rassemblée par Johann August Nauck et publiée en un volume en 1889, mais elle a été remplacée par la seconde édition publiée entre 1971 et 2004, qui compte cinq volumes.

## Histoire éditoriale
Avant l'entreprise de Nauck, Friedrich Wilhelm Wagner avait déjà entrepris de rassembler les fragments tragiques dans une publication savante, les Poetarum tragicorum Graecorum fragmenta, parus en trois volumes entre 1844 et 1848 (le premier volume regroupait les fragments d'attribution incertaine, ceux d'Eschyle ainsi que ceux de Sophocle, et est réédité en 1852 ; le second volume rassemblait les fragments d'Euripide, et le troisième ceux des auteurs postérieurs). 
La première édition des Tragicorum Graecorum Fragmenta est rassemblée par le philologue allemand August Nauck et paraît à Leipzig chez l'éditeur Teubner en 1886. Elle compte un volume d'un bon millier de pages. Par convention, l'apparat critique est en latin. Une réimpression paraît chez Olms (Hildesheim) en 1964 : outre une préface de Bruno Snell, elle est augmentée d'un Supplementum continens noua fragmenta Euripidea et Adespota apud scriptores ueteres reperta, qui ajoute de nouveaux fragments de tragédies d'Euripide et des fragments adespota, c'est-à-dire d'origine incertaine (n'ayant pas pu être attribués à un auteur), et remontant en l'occurrence aux époques les plus anciennes.
La seconde édition reprend celle de Nauck, mais la complète très largement au point de la remplacer complètement. Elle se compose de cinq volumes parus à Göttingen aux éditions Vandenhoeck & Ruprecht entre 1971 et 2004. 
- Volume I : Didascaliae tragicae, Catalogi tragicorum et tragoediarum, testimonia et fragmenta, tragicorum minorum, fragments édités par Bruno Snell, Stefan Radt et Richard Kannicht. Volume paru en 1971, 363 pages. Une deuxième édition, corrigée et augmentée, est parue en 1986.
- Volume II : Fragmenta adespota. Testimonia. Volumini 1 addenda. Indices ad volumina 1 et 2, fragments édités par B. Snell et R. Kannicht. Volume paru en 1981, 453 pages.
- Volume III : Aischylus : fragments d'Eschyle, édités par S. Radt. Volume paru en 1985, 592 pages.
- Volume IV : Sophocles : fragments de Sophocle, édités par S. Radt et R. Kannicht. Volume paru en 1977, 731 pages.
- Volume V : Euripides : fragments d'Euripide, édités par R. Kannicht. Volume divisé en deux tomes (pars prior, pars posterior) parus en 2004, 884 pages.

Il existe d'autres éditions moins complètes des fragments d'auteurs tragiques, comme les Tragicorum Graecorum Fragmenta Selecta édités par J. Diggle et parus à Oxford chez Oxford Classical Texts en 1998. Arthur Surridge Hunt édite en 1912 les Tragicorum Graecorum Fragmenta Papyracea nuper Reperta, où les textes des tragiques grecs sont enrichis des papyrus d'Oxyrhynque.